# Fernando Trias de Bes
Fernando Trías de Bes (Barcelona, 1967) es un escritor y economista español. Es un autor que aborda ensayos empresariales y económicos, libros de ficción, así como guiones. Sus ensayos y novelas han sido traducidos a más de cuarenta idiomas. Escribe habitualmente en el suplemento Dinero del diario La Vanguardia, en El País Semanal y en el Diari ARA.
Entre sus ensayos se encuentran: Marketing Lateral, Innovar para ganar, publicados ambos conjuntamente con Philip Kotler, La buena suerte en coautoría con Álex Rovira, con más de cinco millones de copias vendidas, El vendedor de tiempo, que fue llevada al teatro, El libro negro del emprendedor, que estudia los principales factores de fracaso de los emprendedores y que es, para muchos, un libro de referencia en el mundo del emprendimiento, El hombre que cambió su casa por un tulipán, obra ganadora del Premio Temas de Hoy 2009, El gran cambio, La Reconquista de la Creatividad, El libro prohibido de la economía, que le valió el Premio Espasa de Ensayo 2015, Seres Excepcionales, La Solución Nash, que analiza el impacto del 'Covid-19' en la economía y Una historia diferente del mundo, acerca de los instintos y actitudes que hay tras los inventos sociales que configuran nuestros sistemas económicos.
En ficción ha publicado el libro de cuentos breves Relatos absurdos y las novelas Palabras bajo el mar, El coleccionista de sonidos, La historia que me escribe, Mil millones de mejillones, una fábula sobre la economía, con dibujos de Toni Batllori, la novela breve Tinta (Seix-Barral), Yo soy así, una serie de relatos sobre personalidades límite, comentados por el psicólogo y escritor Tomás Navarro y Siete cuentos para toda una vida, un conjunto de relatos sobre las distintas etapas de la vida, ilustrado por su hija, Blanca Trias de Bes.
Como guionista y director, ha dirigido y escrito La gran invención, estrenada y distribuida por A Contracorriente Films, primer premio del Festival Internacional de Cine de Nantes (2015) y preseleccionada para los Goya (2016). En teatro, es autor del texto teatral El trámite, obra estrenada en Barcelona en 2018 y cuyo texto original le valió el Premio Kutxa Ciudad de San Sebastián del mismo año y publicada por Editorial Algaida.
Cuenta con una licenciatura en Ciencias Empresariales y un MBA realizado en ESADE y la Universidad de Míchigan. Es socio fundador de Salvetti&Llombart, empresa especializada en investigación de mercados, creada en 1996.

## Obras

### Obras de no ficción
- Marketing Lateral (publicado junto a Philip Kotler) (2003)
- La buena suerte en coautoría con Álex Rovira Celma (Empresa Activa, 2004)
- El vendedor de tiempo (Empresa Activa, 2005)
- El libro negro del emprendedor (Empresa Activa, 2007)
- El hombre que cambió su casa por un tulipán (Temas de Hoy, 2009)
- Innovar para ganar publicado junto a Philip Kotler) (2011) (Empresa Activa, 2004)
- El gran cambio (Temas de Hoy, 2013)
- La reconquista de la creatividad (Conecta, 2014)
- El libro prohibido de la economía (Espasa, 2015)
- Seres Excepcionales (2016)
- La Solución Nash (Paidós, 2020)
- Las siete llaves en coautoría con Álex Rovira Celma (2020)
- Una historia diferente del mundo (Espasa, 2021)

### Obras de ficción
- Relatos absurdos (Urano, 2006)
- Palabras bajo el mar (Editorial Alfaguara, 2006)
- El coleccionista de sonidos (Alfaguara, 2007)
- La historia que me escribe (Alfaguara, 2008)
- Mil millones de mejillones (Temas de Hoy, 2010)
- Tinta (Seix-Barral, 2012)
- Yo soy así en coautoría con Tomás Navarro (Zenith, 2019)
- El trámite (Algaida Literaria, 2019)
- Siete cuentos para toda una vida (Diana, 2023)

### Guiones cinematográficos y textos teatro
- La gran invención (España, 2014)
- Un inmenso placer (España, 2016)
- El trámite (España, 2018)

## Premios
- Premio Shinpukai 2005 (Japón) Concedido por los libreros al mejor libro del año en Japón
- Premio Temas de Hoy 2009, por su libro El hombre que cambió su casa por un tulipán
- Finalista Premio Internacional de Novela Rómulo Gallegos 2009
- Premio Espasa de Ensayo 2015
- Premio Mejor Cortometraje Festival Internacional de Nantes 2015
- Premio Kutxa Ciudad de San Sebastián 2018 por el texto teatral El trámite